# Ракета

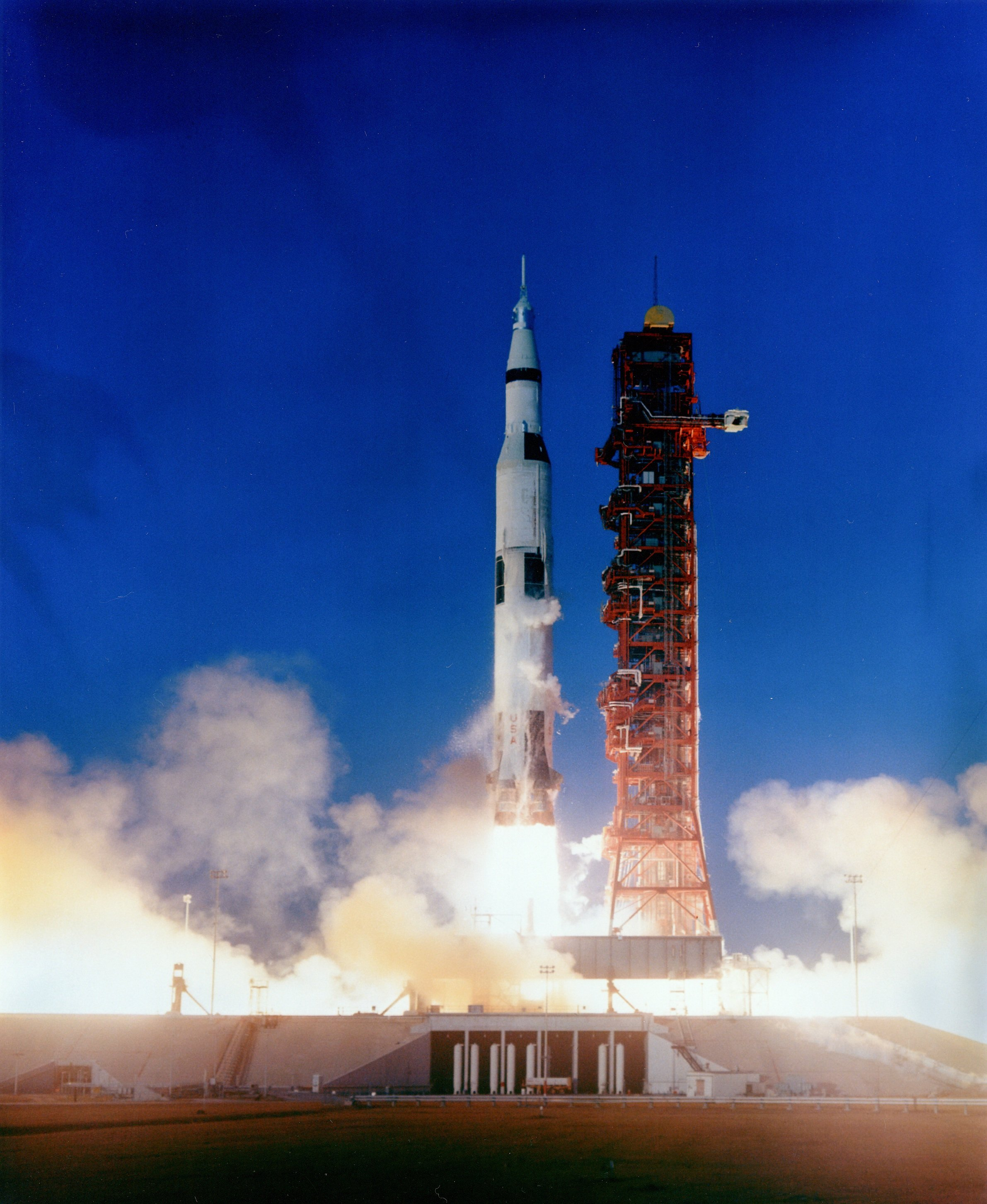
Зліт ракети «Сатурн V» для запуску місії «Аполлон-8»

Раке́та (італ. rocchetta — «маленьке веретено», нім. rakete) — літальний апарат, що рухається в просторі внаслідок дії реактивного руху, що виникає внаслідок відкидання частини власної маси (робочого тіла) апарата без використання речовини з навколишнього середовища.
Оскільки політ ракети не вимагає обов'язкової наявності навколишнього повітряного або газового середовища, то рух ракети можливий не тільки в атмосфері, але й у вакуумі.
Словом ракета позначають широкий спектр летючих пристроїв від святкової петарди до космічної ракети-носія.

## Історія ракет

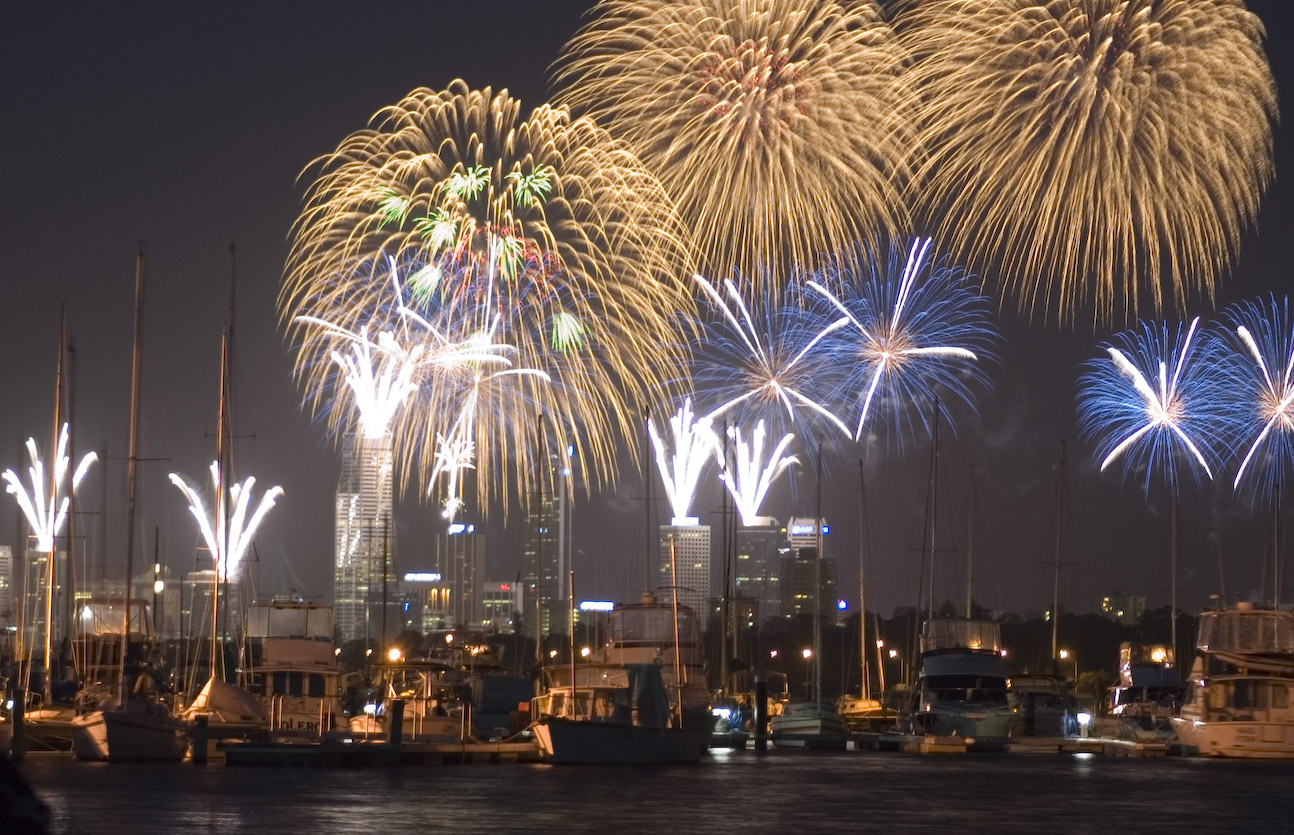
Перші ракети використовували для феєрверків

Перші ракети, про які відомо з історії, вироблялись у Китаї. В Китаї був винайдений порох, у вигляді порошку порох при запалюванні вибухає, але якщо він добре спресований, то при запалювані він рівномірно горить. Саме властивість спресованого пороху рівномірно горіти, китайці використовували, щоб робити свої ракети, які використовували у святкових вогнях (феєрверк), а також для психологічної війни, для залякування ворогів.

У китайських хроніках є повідомлення, що один правитель наказав прилаштувати до крісла кілька порохових ракет. Він мав намір долетіти, таким транспортним засобом на Місяць. Подальша доля цього правителя невідома. 

В 1801 р. сер Вільям Конгрів британський експерт у галузі артилерії, дослідивши використання ракет проти британців, в 80-х роках 18 століття індійцями під час Англо-майсурських воєн створив ряд ракет. У 1805-му він продемонстрував твердопаливні ракети в Королівському Арсеналі. Того ж і наступного року було проведено дві атаки з використанням ракет Конгріва проти французького флоту під містом Булонь-сюр-Мер. Також ці моделі були залучені англійцями і під час битви під Лейпцигом 1813.
Також в 1812 при обстрілі форту Мак Генрі (Балтімор) британський флот використовував ці ракети. Тому в гімні США написаному під впливом спогадів про обстріл згадуються червоні спалахи ракет.

Але до середини 19 століття ракети не розглядали як транспортний засіб, чи важливий вид зброї і їх використовували лише епізодично, як вид артилерії.

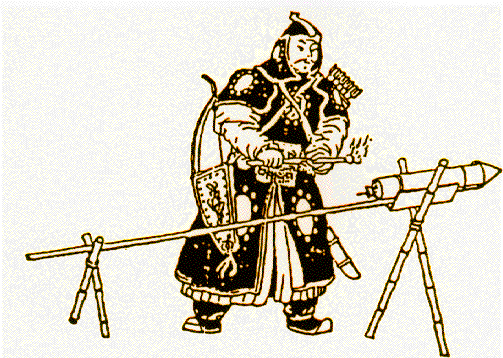
Ранні китайські ракети.

### Піонери сучасної ракетної техніки
- Засядько Олександр Дмитрович
- Кибальчич Микола Іванович
- Ціолковський Костянтин Едуардович
- Кондратюк Юрій Васильович.
- Вернер фон Браун (Wernher Magnus Maximilian Freiherr von Braun).
- Роберт Годдард (Robert Hutchings Goddard).

### V-2

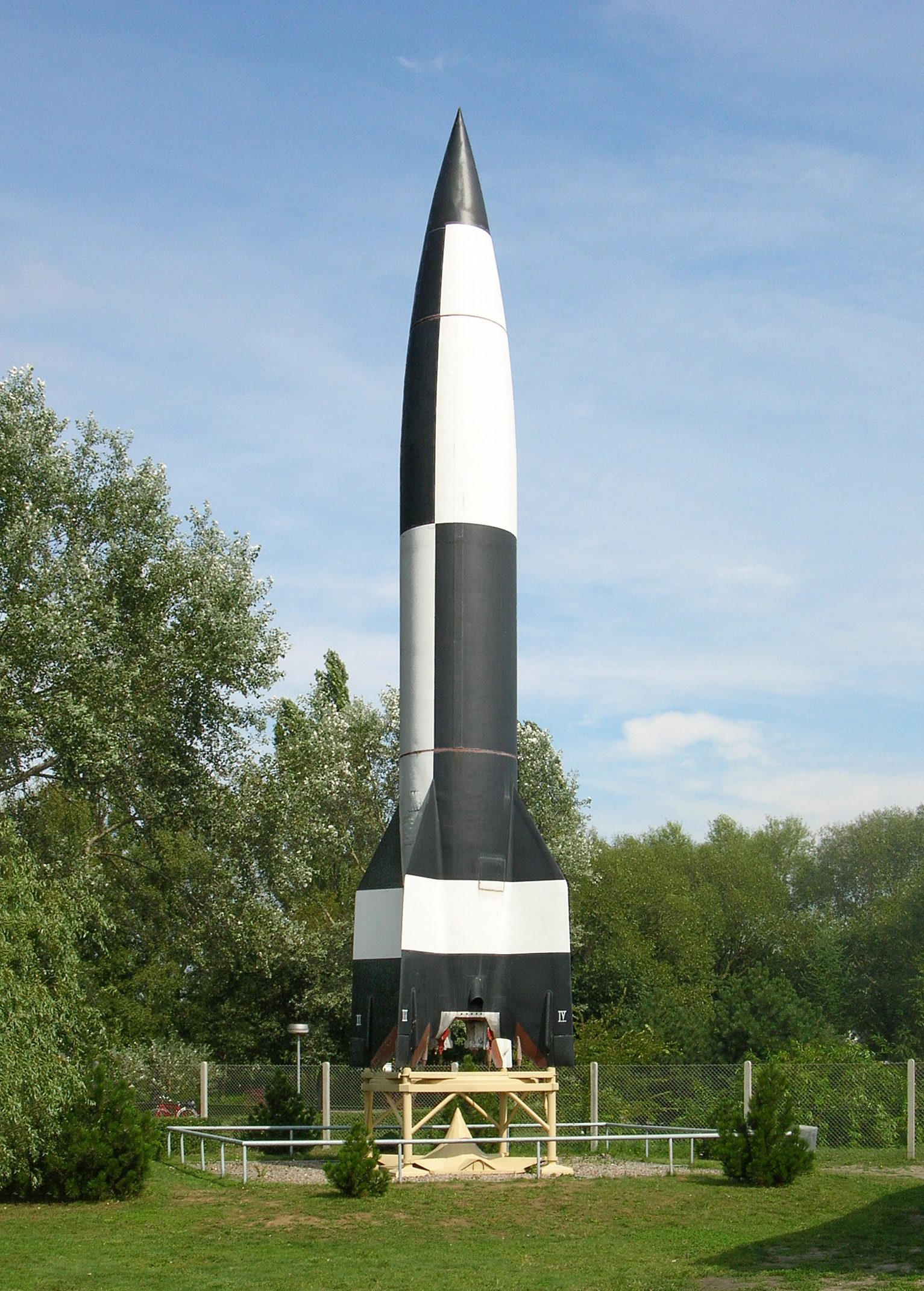
Ракета V-2 (Фау-2) в музеї Пенемюнде

Фау-2 (початкова назва — А-4) — ракета, розроблена у нацистській Німеччині під керівництвом Вернера фон Брауна. Паливом для цієї ракети був спирт і рідкий кисень. Технічні дані ракети дозволяли виконувати обстріл Лондона (Велика Британія), виконуючи пуски з території Німеччини (район Пенемюнде). 

Фау-2 — важлива сторінка в історії ракетної техніки. За своїм технічним рівнем вона значно перевищувала усе, що було створене на той час у цій галузі в інших країнах світу і мала, фактично, усі найважливіші ознаки, характерні для сучасної ракетної техніки — потужний рідинний ракетний двигун з турбонасосною системою подачі палива, автономну інерційну систему керування тощо. Значний відсоток невдалих пусків «фау» (ракета вибухала в повітрі або падала внаслідок відмови якоїсь із систем) зумовлений, передусім, саме новизною, складністю розробки цього типу ракет і великою кількістю технічних проблем, які постали перед конструкторами. Фау-2 була першою рідинною ракетою, що вироблялась у промислових масштабах. Вона стала також першим штучним об'єктом, що здійснив суборбітальний космічний політ, вийшовши за межі щільних шарів атмосфери.
Ракета А-4/Фау-2 стала основою для виникнення радянської і американської ракетно-космічної галузі. Так, перша радянська балістична ракета Р-1 була копією Фау-2. Те саме стосується американської «Bumper»

## Типи ракет
За траєкторією:
- Балістичні ракети
- Крилаті ракети

За пусковою платформою:
- наземного базування (мобільні, шахтні та статичні)
- морського базування
- повітряного базування
- космічного базування (в перспективі)

За застосуванням:
- «поверхня–поверхня» (включаючи «поверхня–вода», «вода–поверхня», «вода–вода», «поверхня–РЛС»)
- «поверхня–повітря»
- «повітря–поверхня» (включаючи «повітря–вода» та «повітря–РЛС»)
- «повітря–повітря»

За призначенням:
- стратегічні
- тактичні

За дальністю дії:
- міжконтинентальні
- середньої дальності дії
- малої дальності дії
- оперативно-тактичні

За швидкістю:
- Субзвукові (дозвукові)(менше 1 Маху)
- Звукові ракети (близько 1 Маха)
- Надзвукові (більше 1 Маху)
- Гіперзвукові (більше 5 Махів)

За бойовою частиною:
- конвенційні (фугасні, запалювальні, осколкові (уламкові), термобаричні (вакуумні), хімічні, біологічні тощо)
- ядерні (за ядерною реакцією: ядерний поділ (фісійний заряд, брудна бомба) або ядерний синтез (термоядерний (водневий), нейтронний заряд), також коаксіальна боєголовка (гібрид попередніх двох)

За наявністю системи управління траєкторією під час польоту:
- керовані
- некеровані

В залежності від типу рушія і палива яке використовується, ракети поділяють на такі типи:
- Твердопаливні — використовуються досі — перший ступінь ракетного комплексу багаторазового використання Shuttle є твердопаливними.
- Рідинні — переважна більшість сучасних РН є рідинними ракетами.
- Ракети з ядерним двигуном — у 60-х роках 20-го століття у США розроблявся проєкт ракетного рушія основним елементом якого є ядерний реактор NERVA. Такий рушій згідно з розрахунками повинен мати більший питомий імпульс ніж рідинні двигуни. Однак проєкт був згорнутий.
- Ракети з іонним двигуном — двигуни використовують для створення реактивної тяги потік плазми, і мають питомий імпульс ще більший, ніж ядерні двигуни. Технічні дані двигунів цього типу ще незадовільні для використання у пілотованих космічних подорожах. Вони були використані у кількох проєктах. Один з проєктів апарат Deep Space 1.

В залежності від кількості ступенів, ракети поділяють на одно і багатоступінні. Сучасні РН є багатоступінні.

## Джерело
- Основи теорії польоту і конструкції ракет: навч. посіб. / П. І. Гайда, П. Є. Трофименко, М. М. Ляпа ; М-во освіти і науки, молоді та спорту України, Сум. держ. ун-т. — Суми: Сум. держ. ун-т, 2011. — 248 с. : іл. — Бібліогр.: с. 215—216 (22 назви). — ISBN 978-966-657-396-7